# André Firmenich
André Firmenich (26 de março de 1905 – 26 de junho de 1965) foi um marinheiro suíço. Ele competiu nos Jogos Olímpicos de Verão de 1936, nos Jogos Olímpicos de Verão de 1948 e nos Jogos Olímpicos de Verão de 1952.